# Baciu (Roumanie)
Pour les articles homonymes, voir Baciu.
Baciu (en hongrois Kisbács, en allemand Botschendorf) est une commune de Transylvanie, en Roumanie, dans le județ de Cluj, près de la ville de Cluj-Napoca.
Elle se compose des villages suivants : Baciu (Kisbács en hongrois), Săliștea Nouă (Csonkatelep), Rădaia (Andrásháza), Mera (Méra), Corușu (Nádaskóród), Popești (Nádaspapafalva) et Suceagu (Szucság ).